# Laphria submetallica
Laphria submetallica là một loài ruồi trong họ Asilidae. Laphria submetallica được Macquart miêu tả năm 1838. Loài này phân bố ở vùng nhiệt đới châu Phi.